# Boulevard Paul-Claudel
Le boulevard Paul-Claudel est une voie marseillaise située dans les 9e et 10e arrondissements de Marseille.

## Situation et accès
Ce boulevard, qui mesure 1 532 mètres débute boulevard de Sainte-Marguerite et se termine rue François-Mauriac où il est prolongé par la rue Pierre-Doize.
Ce grand boulevard traverse les quartiers de Sainte-Marguerite, du Cabot et de Saint-Tronc, majoritairement résidentiels.

## Origine du nom
La rue doit son nom à Paul Claudel (1868-1955), dramaturge français.

## Historique
La rue est classée dans la voirie de Marseille le 16 septembre 1959 et prend sa dénomination actuelle après délibération du Conseil municipal du 9 novembre 1964. Elle s’appelait auparavant « Chemin vicinal de Sainte-Marguerite à Saint-Tronc ».

## Bâtiments remarquables et lieux de mémoire
- Au numéro 48 se trouve le collège Louis-Pasteur.
- Au numéro 150 se trouve le parc de la Maison Blanche, abritant la bastide éponyme ainsi que la mairie des 9e et 10e arrondissements.